# Castro de El Castillo
El Castillo es un castro de origen vetón situado en el municipio español de Saldeana, en la provincia de Salamanca, comunidad autónoma de Castilla y León. Es uno de tres castros visitables en Salamanca, junto con el castro de las Merchanas, y el castro de Yecla de Yeltes, en el Oeste salmantino, dentro del parque natural de Arribes del Duero.

## Localización
Está situado en la margen derecha del río Huebra, en su confluencia con el Arroyo Grande, en un espigón natural levemente amesetado, y flanqueado al este, sur y oeste por unos importantes barrancos graníticos de corte vertical, de más de un centenar de metros. Situado a pocos kilómetros de la población de Saldeana, se accede a él a través de los caminos de El Sendero de los Molinos y el de los Miradores, y este último circunda el recinto permitiendo apreciar las arribes del Huebra y su inexpugnable ubicación natural.

## Descripción
Con una extensión cercana a las 4 hectáreas, es fácilmente apreciable sus defensas artificiales junto a las naturales. En primer lugar, cuenta con el campo de piedras hincadas de un ancho cercano al centenar de metros diseñado para impedir el avance tanto a pie como a caballo, algunas de gran altura. Segundo, se halla protegido por la muralla perimetral de gran espesor y ataludada realizada en mampuesto irregular a hueso sin argamasa adaptada al terreno y sin ángulos y en algunos puntos de una altura considerable. En ella se abren dos puertas en embudo sitas al norte y este del recinto.

## Historia
Datado en la II Edad de Hierro en torno al siglo V a. C. guarda muchas similitudes con otros cercanos de la provincia como por ejemplo entre otros el vecino de La Saldañuela/El Puerto, o los de Las Merchanas, La Plaza, Lerilla o Irueña. Como estos últimos conserva su continuidad en época romana y visigoda.
El castro permaneció activo hasta época medieval, con intermitencias. Los romanos lo llamaron Saltus Dianae  o Santuario de Diana y los cristianos Castillo de Saldeana
Su estado de conservación permite su visita y estudio. En el Centro de Visitantes de Lumbrales hay información sobre los castros vetones de la comarca.